# Épave du navire Elizabeth and Mary
L'Elizabeth and Mary est une barque en bois construite au XVIIe siècle en Nouvelle-Angleterre. La barque est utilisée lors d'une expédition commandée par le général William Phips dans le but de conquérir la ville de Québec en 1690. Elle fait naufrage sur le fleuve Saint-Laurent lors d'une tempête en octobre sur le chemin du retour. L'épave est retrouvée le 24 décembre 1994 près du village de Baie-Trinité par un plongeur. Lors de fouilles archéologiques effectuées entre 1995 et 1997, environ 4 000 artéfacts sont retrouvés. Le lieu est classé à valeur patrimoniale comme lieu historique national du Canada par le gouvernement du Canada le 22 septembre 1997 et comme objet patrimonial le 30 septembre 1999 par le gouvernement du Québec,

## Histoire
En 1690, les répercussions de la guerre de la ligue d'Augsbourg se font sentir dans les colonies de la Nouvelle-France et de la Nouvelle-Angleterre,. La France de Louis XIV remobilise Louis de Buade, comte de Frontenac, au poste de gouverneur général, afin de mener des attaques contre les colonies anglaises. À la suite du massacre de Lachine, Frontenac répond par les attaques victorieuses du village de Corlaer (Schenectady), dans la colonie de New York, du Fort Loyal dans la baie de Casco, dans la colonie de la baie du Massachusetts et de Salmon Falls, aujourd'hui Berwick, dans le Maine. Les villages sont ravagés et leurs habitants sont tués ou emprisonnés et ramenés à Québec.
La cour générale du Massachusets ordonne une attaque contre Port-Royal en Acadie qui fût pris d’assaut facilement le 22 mai 1690. Il est alors décidé de mener une attaque contre Québec dirigée par le général William Phips. Le 10 août 1690, une flotte de 32 navires et 2 000 hommes quitte Nantasket, au sud de la baie de Boston, en direction de Québec,. La flotte est composée de seulement cinq ou six navires militaires, les autres sont des bateaux de pêche et de commerce dont fait partie l'Elizabeth and Mary,. Ce n'est que le 16 octobre que la flotte atteint la ville de Québec. Un envoyé, représentant du général Phips, remet une lettre au comte de Frontenac demandant de se rendre sans quoi la vengeance serait armée. Frontenac répond alors : «Je n’ai point de réponse à faire à votre général que par la bouche de mes canons et à coups de fusil, qu’il apprenne que ce n’est pas de la sorte qu’on envoie sommer un homme comme moi, qu’il fasse du mieux qu’il pourra de son côté, comme je ferai du mien.».

## Fouilles archéologiques
Le 24 décembre 1994, le plongeur Marc Tremblay fait la trouvaille d'objets au fond de l'eau devant son chalet dans l'Anse-aux-Bouleaux près de Baie-Trinité. Il découvre alors les débris d'un bateau ancien enfoui sous le sable. Les premiers objets trouvés permettent d'identifier que l'épave est un bateau anglais de la fin du XVIIe siècle ou du début du XVIIIe. En juin 1995, une équipe de 22 plongeurs, amateurs et bénévoles, dirigés par Marc-André Bernier de Parcs Canada, débutent le recensement du site. Les informations recueillies permettent de confirmer que l'épave retrouvée appartient à la flotte du général William Phips utilisé pour l'invasion de Québec en 1690. Il s'agit de l'épave du Elizabeth and Mary, la plus vieille épave retrouvée au Québec,.

## Caractéristiques
La coque de la barge est fabriquée de chêne et de pin et possède un volume de 45 tonneaux. Une section de 8,5 mètres de long et 2 mètres de large de la coque du flanc bâbord est retrouvée à moins de deux mètres de profondeur dans l'anse aux Bouleaux, près de Baie-Trinité.